# 10cm horská houfnice M 16

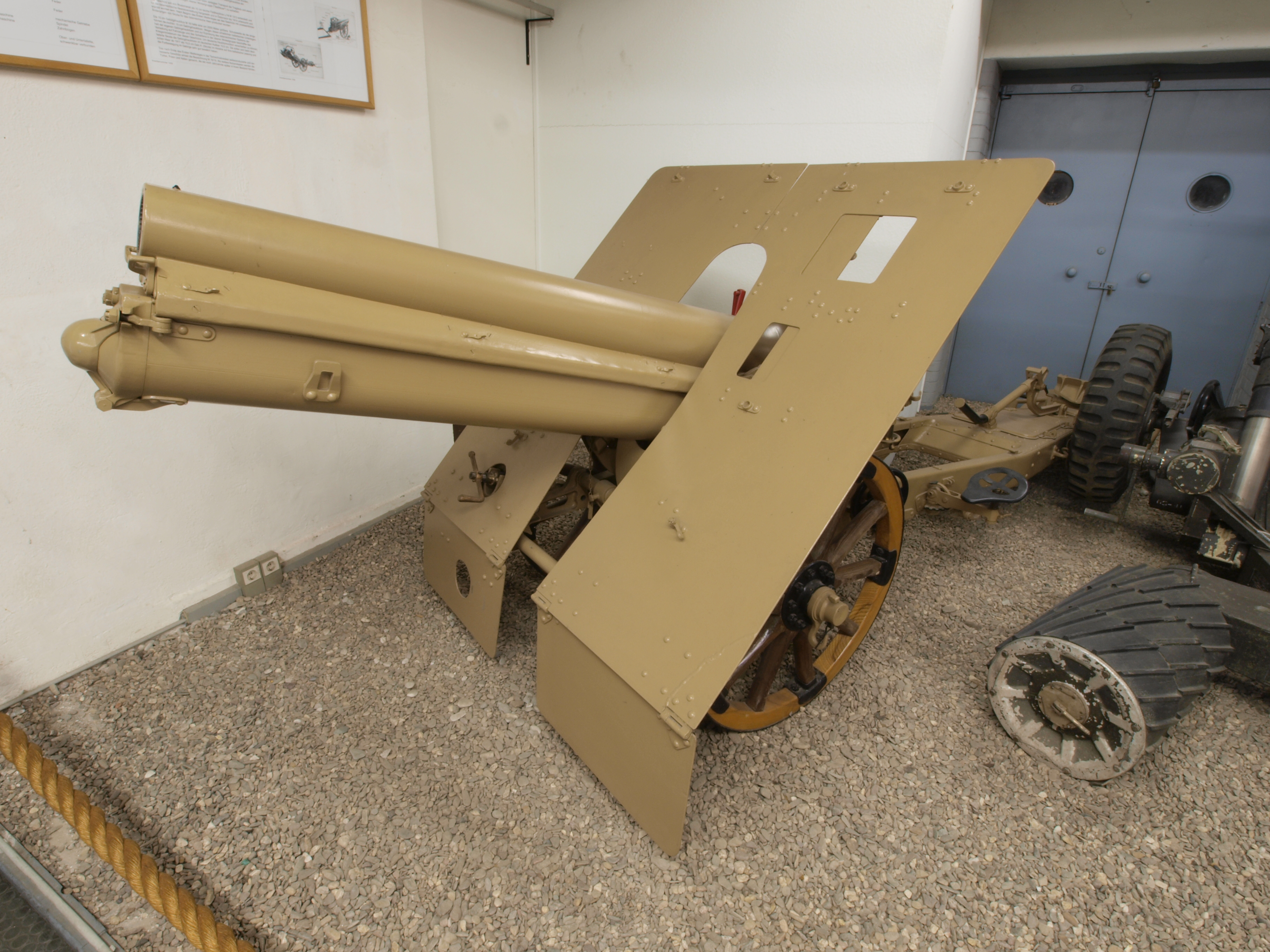
10cm horská houfnice M 16 v Muzeu německé obranné techniky Bundeswehru

10cm horská houfnice M 16 byla houfnice, kterou vyráběla Škoda Plzeň. Za první světové války byla používaná nejen rakousko-uherskou armádou, ale i ve variantě 105 mm tureckou armádou. Houfnice se dala rozložit na tři části, což usnadňovalo její pohyb a přepravu v horách.
Po rozpadu Rakouska-Uherska se houfnice dostala do armád jeho nástupnických států, ale též Itálie. Byla používána ještě za druhé světové války.

## Údaje
- Hmotnost: 1235 kg
- Délka: 1,9 m
- Hmotnost náboje: 16 kg
- Odměr: −8° až 70°
- Náměr: 5,5°
- Rychlost střelby: 5 ran/min
- Úsťová rychlost: 341 m/s
- Dostřel: 8490 m

## Uživatelé
- Rakousko-Uhersko
- Rakousko
- Maďarsko
- Rumunsko
- Československo
- Německo
- Slovensko
- Itálie
- Polsko
- Turecko